# Picea alcoquiana
Picea alcoquiana é uma espécie de conífera da família Pinaceae.
Apenas pode ser encontrada no Japão.